# Alfonso Clemente de Aróstegui
Alfonso Clemente de Aróstegui y Cañavate (Villanueva de la Jara, Cuenca, 5 de marzo de 1698-Madrid, 2 de octubre de 1774), eclesiástico, jurista, escritor y diplomático español.

## Biografía
Era originario de una familia de poderosos hacendados manchegos asentados en Villanueva de la Jara. Fue hijo de Pedro Clemente de Aróstegui y Garrido y de Isabel Cañavate y Moragón. Su hermano mayor, Pedro Clemente de Aróstegui, fue amigo del cardenal Portocarrero, tesorero de la catedral de Toledo y provisor de la diócesis durante el episcopado del infante don Luis de Borbón, así como obispo de Osma, en cuyo desempeño murió. 
Pedro llevó a Alfonso consigo a Toledo en 1708 y supervisó sus primeros estudios; ya era clérigo de corona y grados en 1711 y tomó las cuatro órdenes menores en septiembre de 1714; después pasó a la Universidad de Salamanca donde se graduó de bachiller en 1715 y al año siguiente se licenció en la de Alcalá de Henares. 
Con la protección del Cardenal de Astorga y Arzobispo de Toledo logró la beca de colegial en el Colegio Mayor de San Ildefonso el 20 de mayo de 1725. En ese año y en los siguientes hizo oposiciones a cátedras y en 1728 obtuvo la de Instituta y después la de Decreto en la Complutense. El 16 de marzo de 1733 fue nombrado alcalde del crimen en Zaragoza y el 20 de octubre de 1739 oidor de esa misma audiencia. Entretanto, en 1734 había publicado en Alcalá una obra de jurisprudencia canónica que le hizo famoso, la Concordia patoralis super iure diocesano inter episcopos et praelatos inferiores, obra muy admirada y usada por el canonista Próspero Lambertini, luego papa con el nombre de Benedicto XIV (1740-1758). Estudió entonces el derecho aragonés y el rey le encomendó concluir el interminable litigio entre las dos catedrales de Zaragoza. En este cometido estuvo hasta 1744, cuando vacó la plaza de auditor del tribunal de la Rota en Roma por fallecimiento de su detentante, Tomás Núñez. Su hermano le consiguió ese puesto y marchó a ocuparlo en abril de 1745 con otros encargos secretos del monarca español Felipe V, por ejemplo el Patronato regio universal; llegó el 30 de junio y se presentó ante el embajador español en la corte pontificia, el cardenal Acquaviva. 
En 1747, a la muerte del cardenal el 21 de marzo, fue nombrado ministro plenipotenciario interino de España en Roma; ocupó importantes cargos políticos y religiosos en los Estados Pontificios. Estableció una Academia Española de Historia Eclesiástica en el Palacio de España de Roma y publicó algunas de sus disertaciones en la misma, por ejemplo De historia ecclesiae hispaniensis excolenda exhortatio ad hispanos (1747), una exhortación a los españoles para que estudiaran su propia historia eclesiástica. En 1749 algunas torpezas respecto a la inclusión de un libro filojansenista en el Index librorum prohibitorum hicieron que fuera más tarde sustituido en el cargo por el cardenal Joaquín Fernández Portocarrero el 26 de noviembre de 1748, de quien, por demás, era un solapado adversario: luego dieron ese puesto en 1750 a Ventura Figueroa. Antes, en 1748, había recibido al fin las órdenes mayores y el Papa le otorgó una canonjía en Cuenca, dignidad a la acumuló más tarde la de Abad de Santiago (título de párroco de la Catedral), con la dispensa de tener que residir en Cuenca, pues fue nombrado también prelado doméstico del Papa, quien quería tener cerca a tan sabio jurista. 
Volvió sin embargo a España para incorporarse al Consejo de Castilla, para el que fue nombrado consejero supernumerario el 18 de septiembre de 1749 y titular el seis de julio de 1750, y también fue nombrado viceprotector de la recién creada Real Academia de Bellas Artes de San Fernando en 1752, aunque dejó el cargo un año después; lo retomó, sin embargo, más tarde, desde 1771 hasta su muerte en 1774. El 9 de enero de 1753 aparece su nombre en la Gaceta nombrado embajador de España de Fernando VI ante Carlos VII de Nápoles, futuro Carlos III de España, lo que se confirma el 13 de abril. Llega el 3 de julio de 1754. El futuro Carlos III lo nombrará luego caballero de la Real Orden que lleva su nombre. El 21 de diciembre de 1756 asciende a miembro de la Cámara de Castilla y al Consejo de Estado el 23 de octubre de 1759. 
Abandona Nápoles en 1771 y el siete de agosto de ese mismo año es nombrado en Madrid Comisario regio de la Santa Cruzada, cargo que consistía en administrar el dinero transferido de rentas eclesiásticas a la hacienda regia por concesión pontificia. Murió en 1774 y legó todos sus libros al Colegio del Seminario de San Julián en Cuenca, dejando además rentas para sustentar dos bibliotecarios y las estanterías correspondientes, y dos becas para estudiantes.

## Obras
- Concordia patoralis super iure diocesano inter episcopos et praelatos inferiores, Alcalá de Henares, 1734.
- De historia ecclesiae hispaniensis excolenda exhortatio ad hispanos Roma, 1747.
- Historia de la ciudad de Osma y de la erección de su obispado, escrita en latin por D. Alfonso Clemente de Arostegui, manuscrito.